# Торресілья-де-Альканьїс
Торресілья-де-Альканьїс (ісп. Torrecilla de Alcañiz) — муніципалітет в Іспанії, у складі автономної спільноти Арагон, у провінції Теруель. Населення — 440 осіб (2010).
Муніципалітет розташований на відстані близько 310 км на схід від Мадрида, 110 км на північний схід від міста Теруель.

## Демографія
Динаміка населення (INE ):